# Transmitancia

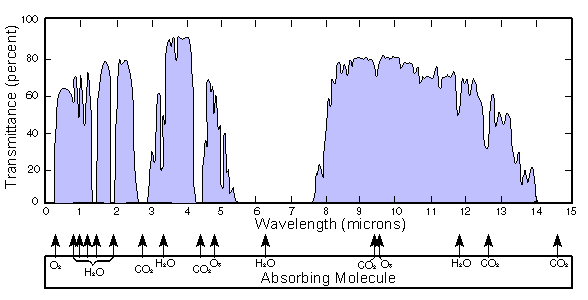
Transmitancia de la atmósfera terrestre.

La transmitancia  es una magnitud física que representa la cantidad de energía radiante que atraviesa un medio homogéneo isótropo (sólido, líquido o gaseoso) y se expresa como la relación entre la potencia de la radiación saliente, P, y la incidente, P0.La transmitancia T del medio es entonces la fracción de la radiación incidente transmitida.
{\displaystyle T={\frac {P}{P_{0}}}}
La transmitancia, también llamada atenuación de la radiación, es por tanto un valor comprendido entre uno y cero; pero a veces, por comodidad, la transmitancia se expresa en porcentaje; 100% de transmitancia indica que no se produce pérdida de radiación durante la transición a través del medio, mientras que 0% implica que el medio es totalmente opaco a ese tipo de radiación. La potencia radiante se define como la energía que incide sobre el medio por unidad de tiempo (potencia) y por unidad de área y sus unidades son las mismas que para la irradiancia, es decir, J·s-1·m-2 o, más correctamente W· m-2. 

## Transmitancia óptica
La transmitancia óptica que se define como la fracción de radiación electromagnética incidente, a una longitud de onda especificada, que pasa a través de un medio. Esta pérdida de energía radiante se puede producir por diferentes causas, siendo las más importantes la reflexión  y la dispersión producidas por partículas sólidas de pequeño diámetro presentes en el medio o por absorción de los componentes que forman el medio. Matemáticamente se puede expresar en términos de potencia lumínica, P o también, en términos intensidad de radicación luminosa, {\displaystyle I}. Ambos términos están relacionados, pues la intensidad de radiación luminosa expresa el número de fotones por unidad de tiempo y de área y, de acuerdo con la teoría electromagnética, cada fotón lleva asociado una determinada cantidad de energía que depende de la frecuencia (Ecuación de energía del fotón).
{\displaystyle T={\frac {I}{I_{0}}}}
donde {\displaystyle I_{0}} es la intensidad del haz de radiación electromagnética incidente, mientras que {\displaystyle I} es la intensidad de la radiación saliente, una vez atravesado el medio.
La transmitancia de un material está normalmente expresada porcentualmente, definida como:
{\displaystyle T\%={\frac {I}{I_{0}}}\cdot 100\%}
Los primeros estudios sobre la atenuación óptica de la luz a atravesar un medio transparente fueron realizados por Pierre Bouguer, recogidos y publicados en 1729, en la obra Essai d’optique sur la gradation de la lumière. De acuerdo con tales estudios, Bouguer estableció que la energía radiante transmitida decrece en progresión geométrica cuando la longitud del camino recorrido aumenta en progresión aritmética. Al tratarse de una progresión aritmética inversa, la transmitancia puede ser expresada con relación al camino recorrido por la luz como una ecuación diferencial cuya integral es una función logarítmica negativa. 
{\displaystyle dI=-\beta Idx}
donde {\displaystyle \beta } es una constante de proporcionalidad que depende del medio y {\displaystyle dx} la fracción de camino recorrido, por lo que si se reagrupan los términos y se integra la expresión:
{\displaystyle -{\frac {dI}{I}}=\beta dx}
{\displaystyle -\int _{Io}^{I}{\frac {dI}{I}}=\beta \int _{0}^{b}dx}
lo que da
{\displaystyle -\ln {\frac {I}{I_{0}}}=\beta b}
Si el logaritmo neperiano se convierte en decimal, se obtiene la expresión equivalente:
{\displaystyle -\log _{10}{\frac {I}{I_{0}}}=\epsilon b=A}
Siendo {\displaystyle A} la absorbancia, una magnitud física que se relaciona con la inversa de la transmitancia y que resulta más útil en la práctica, al tratarse de una relación lineal. 
{\displaystyle A=-\log _{10}T\ =-\log _{10}\left({\frac {I}{I_{0}}}\right)\,}
o
{\displaystyle A=2-\log _{10}T\%\,}
donde T% es el porcentaje de transmitancia y T es transmitancia en «tanto por uno».
A esta misma conclusión llegaría años después, de forma independiente, Johann Heinrich Lambert, en 1760. Posteriormente,  August Beer hizo notar en 1852 que la atenuación producida en la intensidad de la radiación no solo dependía de la longitud recorrida por el haz luminoso, sino que también se debía a la presencia de determinadas sustancias en el medio y a su concentración. Es por ello que actualmente la ley que rige la absorción de la radiación luminosa se conoce como  ley de Beer-Lambert, o también, ley de Beer-Lambert-Bouguer.

## Transmitancia térmica
Es la cantidad de energía que atraviesa, en la unidad de tiempo, una unidad de superficie de un elemento constructivo de caras planas paralelas cuando entre dichas caras hay un gradiente térmico unidad. Es el inverso de.a la resistencia térmica. Su expresión matemática es:
{\displaystyle U={\frac {W}{S.K}}}
En donde:
U = transmitancia en vatios por metro cuadrado y kelvin.
W = potencia en vatios.
S = superficie en metros cuadrados.
K = diferencia de temperaturas en kelvin.
El concepto de transmitancia térmica se usa en construcción para el cálculo de los aislamientos y pérdidas energéticas. De este mismo concepto se parte para los cálculos de los diseños de calefacción, en cualquiera de sus modalidades, al estar, en esencia, basada la calefacción en determinar la cantidad de energía que hay que suministrar a los espacios habitados en la unidad de tiempo (potencia) para mantener una determinada temperatura (la de comodidad) en una determinada diferencia con la temperatura exterior. Esta potencia debe compensar las pérdidas de calor por los elementos constructivos que separan los espacios calefactados del exterior o de cualquier otro ambiente a menor temperatura, es decir, depende de la transmitancia de los elementos que definen la estancia.